# Meyah
Meyah is een Papoeataal, gesproken door ongeveer 20.000 mensen in de Indonesische provincie Papoea op het eiland Nieuw-Guinea.